# Joseph Bergler der Jüngere

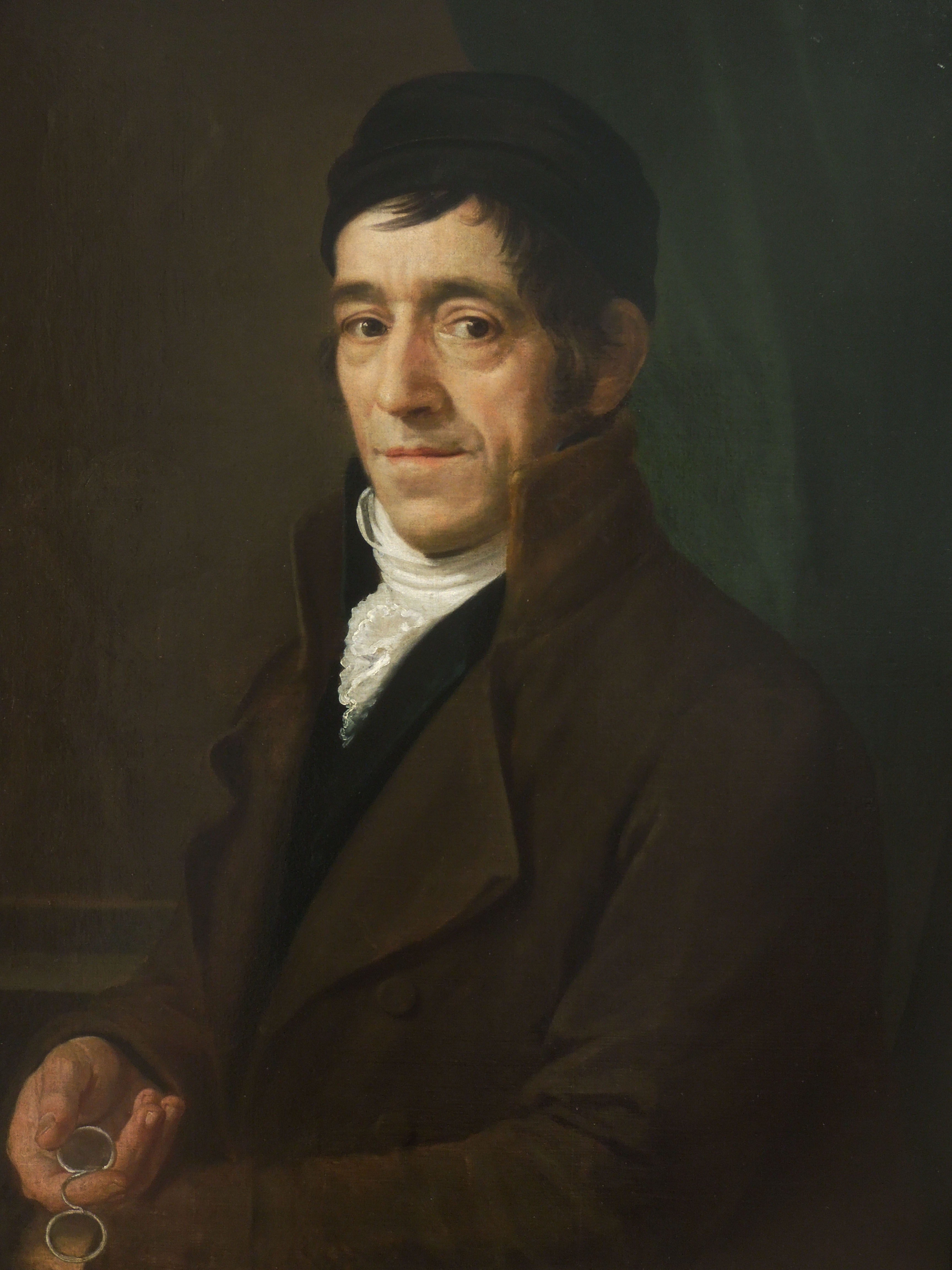
Joseph Bergler, 1823 gemalt von Franz Nadorp, Nationalgalerie Prag

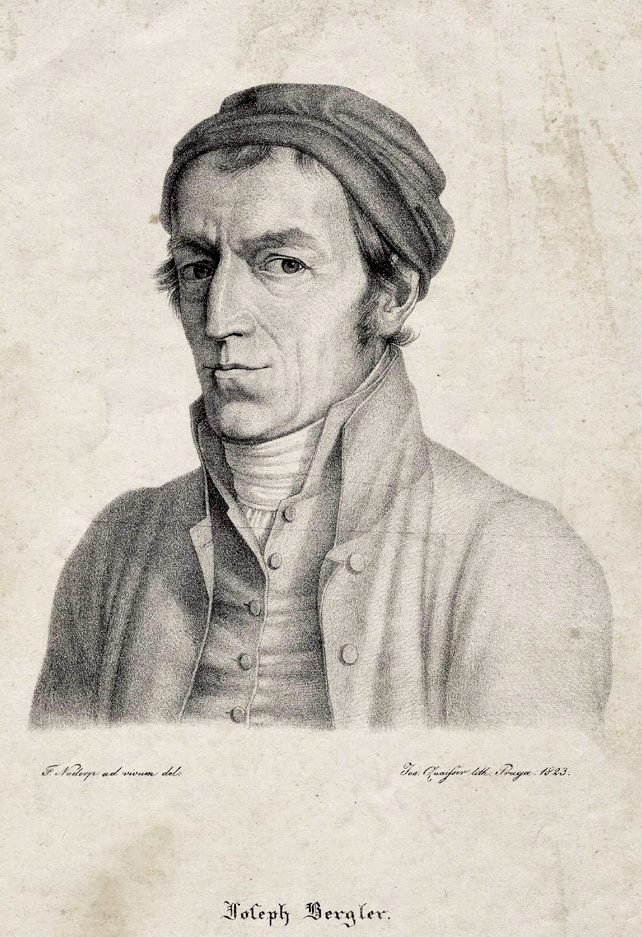
Joseph Bergler, Litho von Joseph Quaisser nach Franz Nadorp

Josef Bergler (* 1. Mai 1753 in Salzburg; † 25. Juni 1829 in Prag) war Maler, Radierer und Direktor der Akademie der Bildenden Künste in Prag.

## Leben
Joseph Bergler absolvierte seine erste Ausbildung bei seinem Vater, dem Bildhauer Josef Bergler dem Älteren (1718, Berglgütchen, Windischmattrei – 1788, Passau) in Passau in Niederbayern und ging anschließend zur weiteren Schulung nach Mailand und Rom. Im Jahre 1786 kehrte er nach Passau als Kabinettsmaler der fürstbischöflichen Residenz in Passau zurück.
Im Jahre 1800 wurde er Direktor der neugegründeten Akademie der bildenden Künste in Prag. Einer seiner berühmtesten Schüler war Joseph von Führich aus Kratzau in Nordböhmen. Einer seiner liebsten Schüler war Franz Nadorp, dessen Mentor er wurde.
Nachfolger wurde sein Adoptivsohn und Korrektor Franz Christian Waldherr (27. Oktober, 1784, Saatz – 15. November, 1835, Prag).

## Werke
Zahlreiche Kirchenbilder in Passau und der Umgebung in Niederbayern und dem benachbarten Österreich stammen von Bergler. Danach arbeitete er in Prag, der Hauptstadt Böhmens. Er fertige Gemälde aus der Geschichte des Landes, Radierungen und Porträts an und entwarf im Jahre 1808 das Grabmal des Bischofs Leopold Graf von Thun und Hohenstein auf dem Friedhof der Prager Kleinseite.